# Dolmen del Mas Gamarús
El Dolmen del Mas Gamarús és un dolmen situat al terme municipal d'Espolla, (Alt Empordà).
Està situat al vessant sud de la serra de l'Albera, concretament a la falda del puig de la Carbassera, a la cota 700 i a llevant del Mas Gamarús, en un entorn d'un bosc de roures, faigs, aurons i alzines. L'emplaçament d'aquest dolmen és dins d'una finca privada amb accés limitat.

## Història
El dolmen va ser donat a conèixer per Manuel Cazurro Ruiz el 1912, però només l'anomenava sense haver-lo pogut visitar. Lluís Pericot i Garcia va reproduir la notícia de Cazurro en la seva tesi doctoral (de 1925, revisada el 1950), i de nou es deia que no l'havia pogut veure. Pericot va dur a terme divereses excavacions de dòlmens de la zona juntament amb Pere Bosch i Gimpera. Es van fer diversos intents per localitzar-lo, sense èxit, fins que el 29 de novembre de 2014, un veí d'Espolla, David Vergés Boix, el va retrobar i va poder ser visitat per membres del GESEART.

## Descripció
Es tracta d'un dolmen amb sepulcre de corredor i cambra trapezoïdal, que possiblement tenia un passadís d'accés de paret seca o lloses. Està situat en un pendent força inclinat i la cambra està enfonsada per la banda de la capçalera. Del túmul en queden restes en forma de blocs de pedra i terra. Les pedres del dolmen són de pissarra i té una orientació cap al sud-sud-oest.
En el lloc original hi ha 5 lloses i la coberta es troba ajaguda al davant del dolmen a la dreta. La cambra té les mides següents: 1,7 m de longitud, 1 m d'amplada i 1m d'alçada. A la superfície no s'hi ha trobat cap material arqueològic.
És un tipus de monument megalític habitual a la serra de l'Albera i a la serra de Rodes, cap de Creus. Possiblement fou construït al Neolític final, entre el 3400 i el 3000 aC.